# 미주신경성 실신
혈관미주신경성 실신(Vasovagal syncope)은 심장과 신경(뇌) 사이에 정상적으로 존재하는 심혈관계 반응이 일반적인 사람들과는 달리 과장되어 나타나는 생리적 반응 때문에, 일시적으로 맥박수가 매우 느려지고, 혈압이 떨어지면서, 뇌로 가는 혈액이 부족해져 발생하는 실신을 말한다. 혈관미주신경성 실신을 보이는 환자의 대부분은 심장에 치명적인 이상이나, 어떤 심각한 질환을 동반하지는 않는 것 같다. 단지, 의식을 잃고 쓰러질 수 있고, 그 과정에서 다칠 수 있기 때문에 주의가 필요하다. 기립경사 유발검사가 진단에 도움이 되기는 하지만, 내시경이나 CT처럼 정확하게 알 수 있는 진단법은 아니므로, 전문의와의 상담 및 진찰과정이 중요하고, 실신을 유발할 수 있는 다른 원인에 대한 검사를 시행하여, 다른 위험한 질환이 없다는 것을 확인하는 과정이 필요하다.

## 유발 인자
강한 감정적 자극, 장시간의 기립자세, 탈수(땀을 많이 흘리고, 수분 보충이 되지 않을 때), 배고픔, 무리한 활동, 환기가 안 되는 혼탁한 곳(지하철, 버스, 강당, 영화관 등)에 장시간 있기, 무섭거나 자극적인 장면, 불쾌한 냄새 등

## 실신 전 증상(전구 증상)
속이 메스껍다, 배가 아프다, 머리가 아프다, 입에서 침이 난다, 얼굴이 창백해진다, 얼굴이 노래진다, 식은땀이 난다, 앞이 캄캄하다 등 다양한 전구증상을 실신 직전에 느끼는 환자들이 많다

## 치료
실신을 일으킬 수 있는 유발인자를 피하는 것이 최선이다. 특히 아침을 거르지 않고, 국과 함께 든든하게 먹는 것이 좋다. 수시로 물이나 이온음료 등으로 수분을 보충한다. 음식은 약간 짭짤하게 먹는 것도 좋다. 이러한 예방법으로도 실신이 재발하는 경우, 앞서 말씀드린 전구 증상이 나오기 시작할 때, 재빨리 주저앉거나 누워서, 실신까지 진행하는 것을 막을 수도 있다. 약물 치료가 있으나 효과가 탁월하지는 않으므로, 처음부터 약물치료를 시작하는 경우는 그다지 많지 않다.
혈관미주신경성 실신은 진단이 명확하게 내려지는 경우가 많지 않고, 치료법 또한 약물이나 시술 등 확실한 치료법이 없다. 병에 대한 이해와 전구증상에 대한 이해를 통해 실신 때문에 이차적으로 발생할 수 있는 신체적 손상을 최소화하고자 하는 노력이 필요하다. 의사와 환자 사이에 꾸준하게 경과를 관찰할 수 있는 시간이 필요하고, 서로 믿는 신뢰가 필요하다. 또한, 실신을 일으킬 수 있는 다른 위험한 질환이 없는지, 감별하는 것이 중요하므로, 추가적인 검사가 필요한 경우가 많다.

## 같이 보기
- 기립성 저혈압
- 기립성 조절장애